# Narathura meeki
Narathura meeki är en fjärilsart som beskrevs av Evans 1957. Narathura meeki ingår i släktet Narathura och familjen juvelvingar. Inga underarter finns listade i Catalogue of Life.